# ウバルド・ソッドゥ
ウバルド・ソッドゥ（Ubaldo Soddu 1883年7月23日-1949年7月25日）は、イタリア王国の軍人。最終階級は陸軍大将。

## 軍歴
1883年1月23日、イタリア王国南部のサレルノ出身。サルデーニャ王国軍の将校であった父の下に育ち、自身も軍人を志してイタリア王国軍のモデナ陸軍士官学校を卒業した。モデナではフリーメイソンのロッジにも入会している。
歩兵士官として伊土戦争に従軍し、続く第一次世界大戦でアルプス猟兵隊の伝統を持つ第52歩兵連隊で第3大隊長を務めた。1918年、西部戦線における協商軍の共同戦線に伊第2軍が加わり（フランスにおけるイタリア第2軍）、第52歩兵連隊も伊第2軍の一部としてフランスに向かった。ドイツ軍との戦闘で武功銀記章を2回授与され、フランスのレジオンドヌール勲章も受勲するなど勇敢な将校として評価された。
モデナ陸軍士官学校やイタリア陸軍大学の教官を経て、1930年に第39歩兵連隊『サレルノ』の連隊長に任命された。1934年、准将に昇進して陸軍から軍務省に出向しているが、その僅か2年後に1階級特進して准将から少将となり、第21歩兵師団『サルデーニャ擲弾兵』の師団長に任命された。1938年、中将に昇進して陸軍副参謀長となり、1939年から軍務省に再出向して軍務省次官に任命された。
1940年6月13日、第二次世界大戦への参戦から数日後に統合参謀副総長に任命され、陸軍参謀長のロドルフォ・グラツィアーニ陸軍元帥とアルプス戦線に展開した西方軍集団を視察した。フランス降伏後、対英戦が主目標となると北アフリカに専念するグラツィアーニに代わり、バルカン半島での作戦指揮を担当した。
同年10月28日、イタリア・ギリシャ戦争が開始されると士官学校の同期であるセバスティアーノ・ヴィスコンティ・プラスカ陸軍中将にアルバニア方面軍（伊第11軍）の指揮を委ねた。同年11月8日、過度にギリシャ軍を侮るプラスカによる第一次攻勢はギリシャ軍の山岳要塞と雨季に阻まれて失敗した。プラスカの第11軍の指揮権が縮小されると、カルロ・ジェロソ陸軍大将と共にアルバニアへ赴任した。当初は第11軍に守備を固めさせていたが、山岳地帯での冬季攻勢という無謀な行動を試みて失敗している。
同年11月14日、二度の攻勢失敗で疲弊した伊第11軍に対し、ギリシャ軍のアレクサンドロス・パパゴス将軍が反攻作戦に出ると戦線を維持できず、国境から50kmまで部隊を後退させた。逆にアルバニア南部に押し返され、保護国アルバニアと敵国ギリシャが係争地としていたコルチャを占領される大失態となった。敗北に加えてムッソリーニにギリシャとの講和を薦めた事で全ての役職を解任された。上官のピエトロ・バドリオ元帥も懲罰人事として解任され、新たに統合参謀総長に就任したウーゴ・カヴァッレーロ陸軍大将がアルバニア南部での防衛線構築を命じられている。
解任後は退役したが、処分に異議を唱えたプラスカと異なり軍や政府に反抗はしなかった為、政界に転じて結束協調組合議会の議員に選出されている。
1943年8月に軍部のクーデターが起きると政界からも引退したが、バドリオ政権からは監視対象として軍事刑務所に収監された。イタリア社会共和国が成立してローマを再占領すると釈放されたが、青年期からのフリーメイソンリーである事が問題視されて監視対象に留め置かれた。大戦末期には「フリーメーソンを通じてユダヤ教徒や連合国と内通している」「ギリシャ遠征も意図的なサボタージュだった」という中傷を共和ファシスト党の幹部から受け、政府に直訴している。ムッソリーニは噂を信じてはいなかったものの、ギリシャ遠征への誹謗は自業自得として素気無くあしらわれている。
1945年、大戦終結後の裁判では罪に問われる事はなく釈放され、回顧録も残さずに1949年にローマで病没した。